# Czesław Knothe
Czesław Knothe (ur. 26 października 1900 w Gorłówce, zm. 26 września 1985 w Warszawie) – polski architekt wnętrz, artysta plastyk, projektant mebli. 

## Życiorys
Syn Józefa. Od 1918 rozpoczął studia na Ukraińskiej Akademii Sztuk Pięknych w Kijowie, naukę kontynuował z przerwami od 1923 w warszawskiej Szkole Sztuk Pięknych na wydziale malarstwa i architektury wnętrz. Do grona jego wykładowców należeli Miłosz Kotarbiński, Wojciech Jastrzębowski i Stanisław Czajkowski, dyplom obronił w 1937. Od 1926 należał do Spółdzielni Artystów ŁAD, w 1939 został jej dyrektorem (w latach 1951–1953 był prezesem). W 1939 został wykładowcą w Szkole Rzemiosł i Sztuki Stosowanej, ich organizatorem była Izba Rzemieślnicza w Łodzi. Od 1945 rozpoczął współpracę z Biurem Nadzoru Estetyki Produkcji (od 1950 Instytut Wzornictwa Przemysłowego), równocześnie został wykładowcą na Wydziale Architektury Wnętrz Akademii Sztuk Pięknych w Warszawie, pięć lat później otrzymał tytuł profesorski. 
Czesław Knothe specjalizował się w projektowaniu mebli i kompletnego wyposażenia pomieszczeń. Pierwszym projektem było pełne umeblowanie gabinetu, sypialni i jadalni przedstawione na Powszechnej Wystawie Krajowej w Poznaniu w 1929. W 1936 razem z Marianem Sigmundem przygotował projekt wyposażenia wnętrz na potrzeby Ministerstwa Spraw Zagranicznych. Kolejny kompleksowy projekt Czesław Knothe przygotował dopiero po II wojnie światowej, w 1948 było to umeblowanie świetlic szkolnych, a w 1952 wyposażenie warszawskiego Hotelu Warszawa. Największym projektem tego architekta były meble do Pałacu Kultury i Nauki, realizacja tego projektu trwała od 1953 przez dwa lata. W późniejszych latach spod ręki projektanta wyszły projekty mebli do wnętrz biurowych i mieszkalnych, krzesła, fotele, zestawy meblowe, regały i meblościanki. Do masowej produkcji trafiły zaprojektowane przez Czesława Knothe zestawy meblowe Relax, Telimena i Retro.
Był mężem Ireny z Ponikowskich (1903–1987).
Zmarł w Warszawie, pochowany na cmentarzu Powązkowskim (kwatera 280-4-4).

## Ordery i odznaczenia
- Złoty Krzyż Zasługi (11 lipca 1955)[2]
- Medal 10-lecia Polski Ludowej (19 stycznia 1955)[5]